# 哈里斯莱
哈里斯莱（德語：Harrislee）是德国石勒苏益格－荷尔斯泰因州的一个市镇。总面积18.92平方公里，总人口11470人，其中男性5610人，女性5860人（2011年12月31日），人口密度606人/平方公里。